# Eros Puglielli
Eros Puglielli (Roma, 17 de mayo de 1973) es un director de cine italiano.

## Vida y carrera
Nació en Roma y durante su adolescencia comenzó a realizar algunos trabajos de video, los cuales incluían narraciones en tono grotesco que giraban en torno a temáticas juveniles.
En 1993 filmó en video el largometraje Dorme, que concursó en el Bellaria Film Festival de 1995 y fue transferido a película de 35 mm en el año 2000 y se distribuyó en las salas de cine el mismo año. A los veintiún años de edad entró en el curso de dirección de cine del Centro Sperimentale di Cinematografia; ahí dirigió algunos cortometrajes: Assunta, I topi y Effetto placebo, presentado en el festival de Pesaro y ganador del Festival di Capalbio.
Durante la misma época rodó el cortometraje Il pranzo onirico, que concursó en el Festival de Venecia de 1996 y ganó los premios UCCA y FEDIC, ganó además el premio al mejor corto del año en los festivales de Siena y Turín, obtuvo la mención especial en el Festival internacional de cortometrajes de Clermont-Ferrand y fue candidato al premio David di Donatello.
En 1997 realizó el mediometraje Lorenzo 1997 - L'albero y el cortometraje en 35 mm titulado I racconti di Baldassarre, ganador al año siguiente del Festival de Annecy. En 1998 en el Festival Adriatico cinema, dirigido por Marco Bellocchio, se le dedica un especial en el cual se presentan algunos de sus trabajos. En el año 2000 realiza un cortometraje en colaboración con la asociación ambientalista Legambiente para la cadena Telepiù titulado Teledominio.
En agosto de 2001 llega a los cines su primera película, titulada Tutta la conoscenza del mondo, presentada en el Festival de Berlín de 2001, ganadora del premio N.U.C.T. y presentada en el Lincoln Center de Nueva York.
En 2004 participó en el Festival de Venecia con su segunda película, el thriller Occhi di cristallo, inspirado en la novela L'impagliatore del escritor romano Luca Di Fulvio. Al mismo tiempo realizó un filme de ciencia ficción, AD Project, lanzado directamente para video. Dicho proyecto fue producido con el sistema The Coproducers, ideado por Puglielli junto a Marco Bonini entre otros en 2005, a través del cual todos los participantes no reciben un sueldo pero sí una parte de las ganancias.
En 2006 realizó la serie de televisión 48 ore, un policial de doce episodios de cincuenta minutos cada uno. En ese entonces también trabajaba como docente en la Scuola di Cinema di Roma enseñando actuación. Al año siguiente participó en el documental Gli invisibili - Esordi nel cinema italiano 2000-2006. En 2008 realizó Zodiaco, una miniserie de cuatro partes de cien minutos, un thriller parapsicológico producido para Rai 2. Entre 2009 y 2015 trabajó para el Canale 5, dirigiendo telefilmes como So che ritornerai y Caldo criminale, o series como Faccia d'angelo, Baciamo le mani - Palermo New York 1958 y Il bello delle donne... alcuni anni dopo.
En 2018 volvió al cine con el largometraje Nevermind, estrenado en el Festival de Cine de Roma. A continuación dirigió Copperman (2019) con Luca Argentero y codirigió Gli idoli delle donne (2022) junto al dúo cómico Lillo & Greg.

## Filmografía
Largometrajes
- Dorme (1993)
- Tutta la conoscenza del mondo (2001)
- Occhi di cristallo (2004)
- AD Project (2005)
- Nevermind (2018)
- Copperman (2019)
- Gli idoli delle donne (2022)

Cortometrajes
- Assunta (1995)
- Armageddon (1995)
- I topi (1996)
- Effetto placebo (1996)
- I racconti di Baldassarre (1997)
- Lorenzo 1997 - L'albero (1997)
- Il pranzo onirico (1997)
- Teledominio (2000)
- Può succedere (2012)

## Televisión
- 48 ore - serie de TV (2006)
- Zodiaco - serie de TV (2008)
- So che ritornerai - telefilme (2009)
- Caldo criminale - telefilme (2010)
- Viso d'angelo - serie de TV (2011)
- Baciamo le mani - Palermo New York 1958 - serie de TV (2013)
- Il bosco - serie de TV (2014)
- Il bello delle donne... alcuni  anni dopo - serie de TV (2017)
- Sono Lillo - serie de TV (2023)
- La voce che hai dentro - serie de TV (2023)